# Schola Cantorum Basiliensis

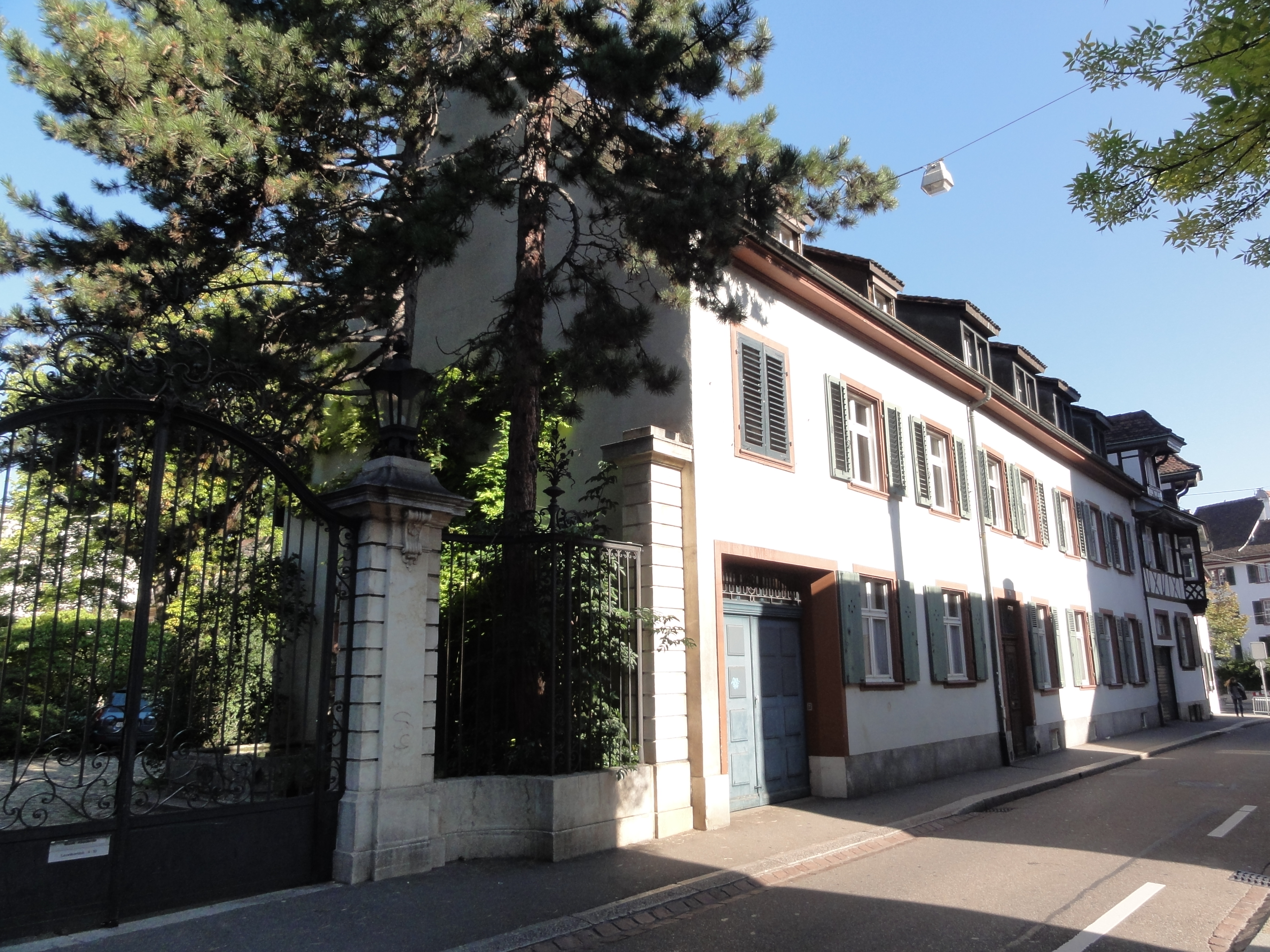
Foto del 2012.

La Schola Cantorum Basiliensis fue fundada en 1933 en Basilea por Paul Sacher (1906-1999) como un instituto de investigación y enseñanza para la música antigua.
Después de su inicio, el chelista y gambista August Wenzinger (1905-1996) y la violinista y pedagoga musical Ina Lohr (1903-1983) ejercieron una influencia decisiva sobre la escuela. En 1954, la Schola Cantorum Basiliensis pasa a formar parte de la Academia de Música de Basilea, y en 1999, el instituto se convierte en la "Hochschule für Alte Musik" (Escuela Superior de Música Antigua).
Desde el año 2005 al 2012, la escuela fue dirigida por Regula Rapp. Desde enero de 2013 hasta julio de 2015 la dirigió el argentino Pedro Memelsdorff.
Cuenta aproximadamente con 200 alumnos venidos de diferentes países e imparte tres cursos diferentes: Medieval/Renacimiento, Renacimiento/Barroco y Barroco/Clásico. Un periodo que cubre por tanto desde el siglo XI hasta el siglo XIX.
La enseñanza teórica se basa en el periodo del curso escogido, estudiándose entre otras materias: notación, escritura, danza, historia de la música, organología, bajo continuo, canto gregoriano, etc.

## Alumnos destacados
- Montserrat Figueras
- René Jacobs
- Gustav Leonhardt
- Xavier Díaz-Latorre
- Rolf Lislevand
- Andreas Scholl
- Hopkinson Smith
- Jordi Savall
- María Cristina Kiehr
- Pedro Memelsdorff